# The Two Orphans (film 1911)
The Two Orphans è un cortometraggio muto del 1911 diretto da Otis Turner con la supervisione di Francis Boggs. Il soggetto è tratto dal romanzo Les Deux orphelines di Adolphe d'Ennery e Eugène Cormon nell'adattamento di Kate Claxton.
Nel 1907, in Francia, era stato girato un cortometraggio dallo stesso soggetto dalla Pathé Frères e un altro ne era stato girato anche nel Regno Unito.
Nel 1915, Herbert Brenon aveva girato The Two Orphans, seconda versione USA della storia delle due orfanelle, interpretate da Theda Bara e Jean Sothern. La più famosa versione del romanzo ambientato ai tempi della Rivoluzione francese, resta quella del 1921: il film Le due orfanelle, diretto da David Wark Griffith, fu interpretato con grande successo da Dorothy e Lillian Gish.

## Produzione
Il film fu prodotto dalla Selig Polyscope Company. La sceneggiatura viene firmata da Kate Claxton, un'attrice che deteneva i diritti del dramma. Le due orfanelle era stato il suo cavallo di battaglia sul palcoscenico e lei lo aveva interpretato centinaia di volte fin dal 1870.

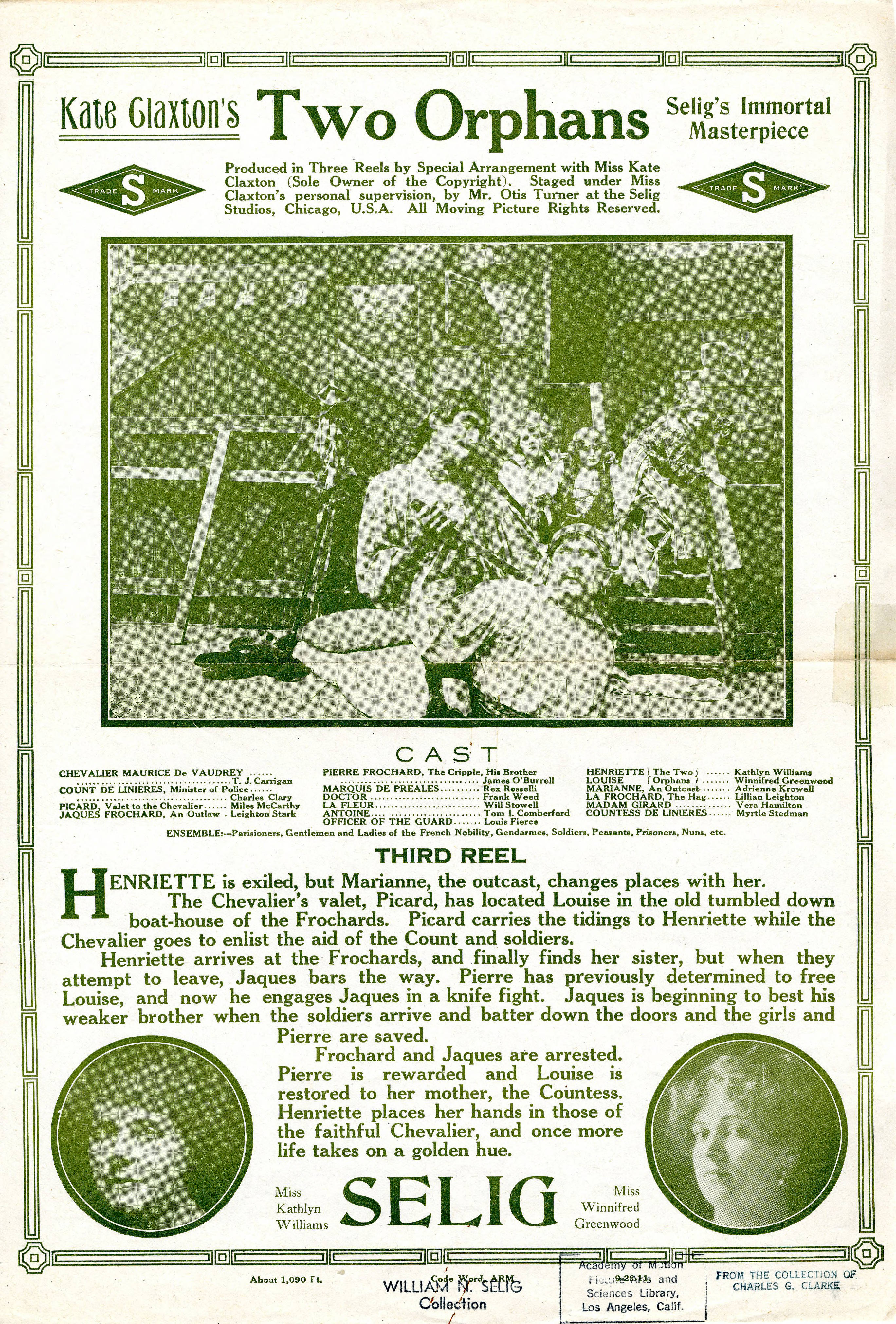
Terza parte: soggetto e interpreti

## Distribuzione
Distribuito dalla General Film Company, il film in tre rulli uscì nelle sale diviso in tre parti: il 25 settembre (prima parte), il 26 settembre (seconda parte) e il 29 settembre 1911 (terza parte). Il 12 giugno 1916, ne fu distribuita una riedizione. Copia della pellicola viene conservata negli archivi del Wisconsin Center for Film and Theater Research.